# Voorde (doorwaadbare plaats)

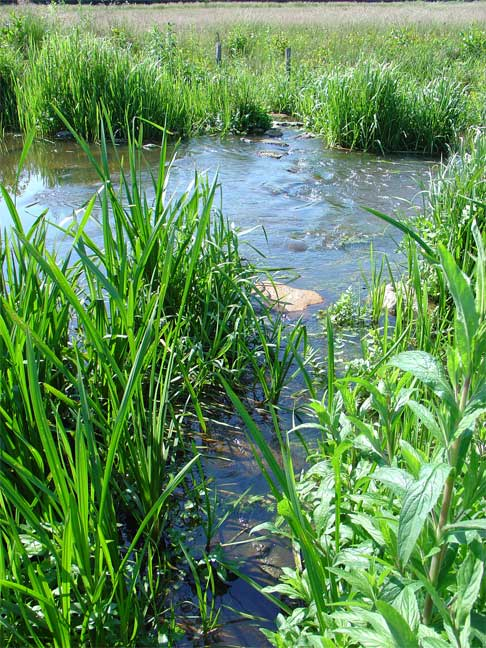
Voorde in het Deurzerdiep nabij Rolde

Een voorde (Middelnederlands: vort of vorda), drecht (in Friesland en soms in West-Friesland ook dracht genoemd), trecht, tricht of wad is een
- doorwaadbare plaats, meestal in een beek of rivier (ook het bij eb droogvallend gebied voor de kust van Friesland en Groningen wordt wad genoemd)[1][2]; onder meer in België wordt ook de benaming wad gebruikt[3]
- brugconstructie waar het water in perioden met hoge afvoeren gedeeltelijk overheen stroomt
- plaats waar men tussen de zandduinen door het strand kan bereiken, zoals Zandvoort
- begaanbare strook door het veen, zoals Eexterzandvoort
- in het land springend, inlopend gedeelte van een zee; baai, bocht, inham, inwijk

Mogelijk heeft voorde ook de betekenis van een recht op doorgang. Net als een brug heeft een voorde vaak een naam.

## Koevoorde
Om vee de gelegenheid te bieden een beek of sloot te passeren om een weide aan de andere oever te bereiken werd soms een koevoorde aangelegd. Met flinke veldkeien, die op hun plaats werden gehouden door in de ondergrond gedreven houten staken werd de bodem van de stroom bedekt om te voorkomen dat de dieren uitgleden of wegzakten in de modder. Een voorbeeld is de tien meter brede voorde in een beek bij Smeerling in een zijdal van de Ruiten-Aa. De Drentse plaats Coevorden dankt haar naam aan zo'n koevoorde, net als Ochsenfurt en Oxford.

## Toponiem
Verscheidene plaatsnamen herinneren aan een oude voorde en hebben -voorde of een variant daarvan in hun naam.
- Amersfoort, Bosvoorde, Coevorden, Lichtenvoorde, Steenvoorde (Frans-Vlaanderen), Vilvoorde, Vorden, Voorde, Zandvoorde-bij-Oostende en Zandvoorde-bij-Zonnebeke;
- Duits: Dietfurt, Erfurt, Frankfurt am Main, Frankfurt (Oder), Ochsenfurt en Steinfurt;
- Engels: Bradford, Bradford on Avon, Chelmsford, Guildford, Hertford, Oxford en Stamford.

Voorde is tevens een cognaat van fjord, een woord dat het Nederlands ontleende aan de Scandinavische talen. In die talen vindt men ook veel plaatsnamen met -fjord of fjorden, zoals Oslofjorden.
Men duidde een voorde ook aan met drecht, trecht of tricht, afgeleid van het Latijnse woord traiectum dat doorgetrokken betekent (van het werkwoord trahere, "trekken"). Steden en dorpen hebben een dergelijk achtervoegsel in hun naam meestal te danken aan de nabijheid van een doorwaadbare plaats. Voorbeelden zijn Maastricht, Utrecht en Zwijndrecht. Echter heeft Atrecht en andere etymologie: geen "overgang van de Aa" (want de Aa komt daar niet) maar "stad van de Atrebaten".

## Galerĳ

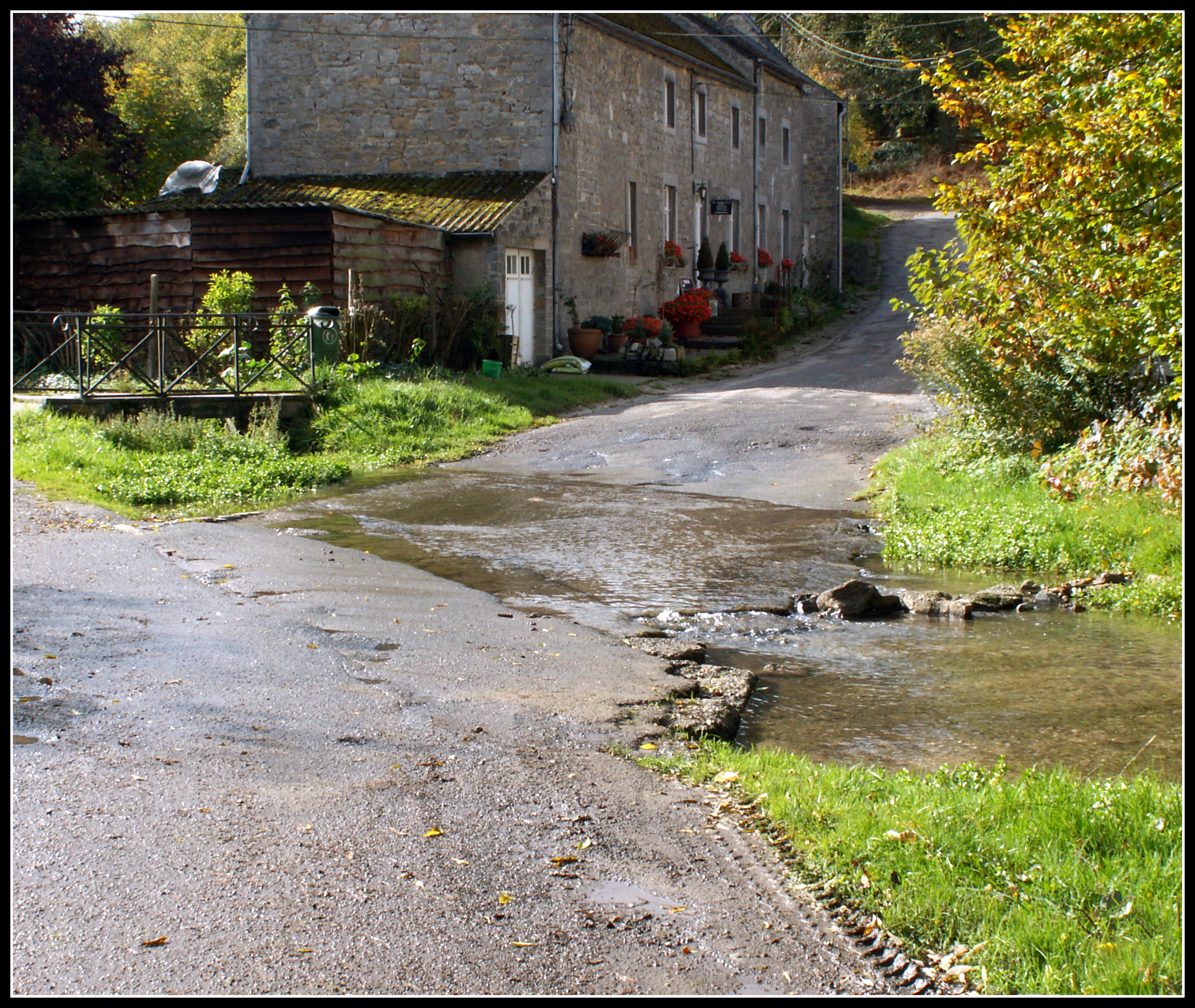
Wad in Clavier (België)
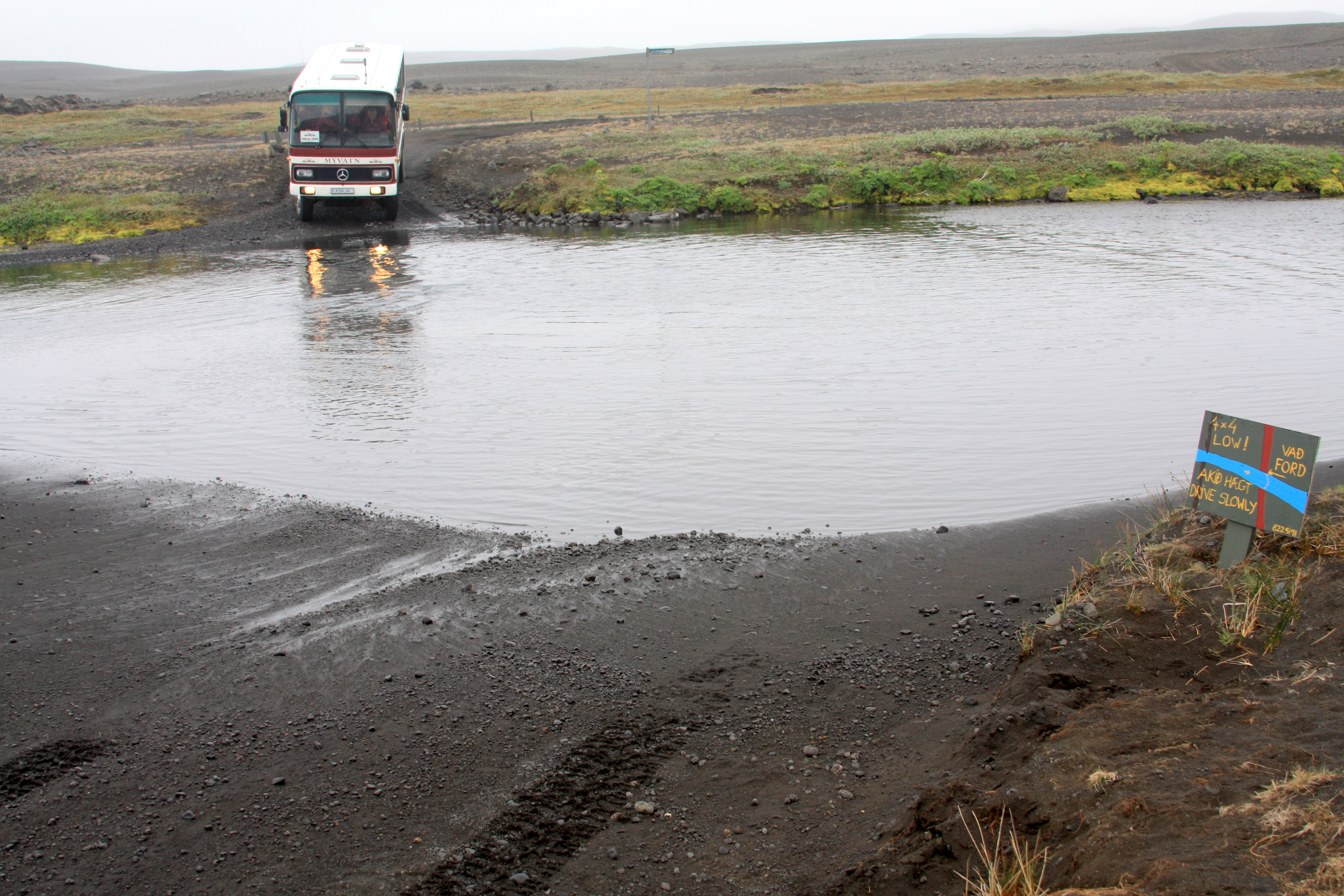
Wad in IJsland
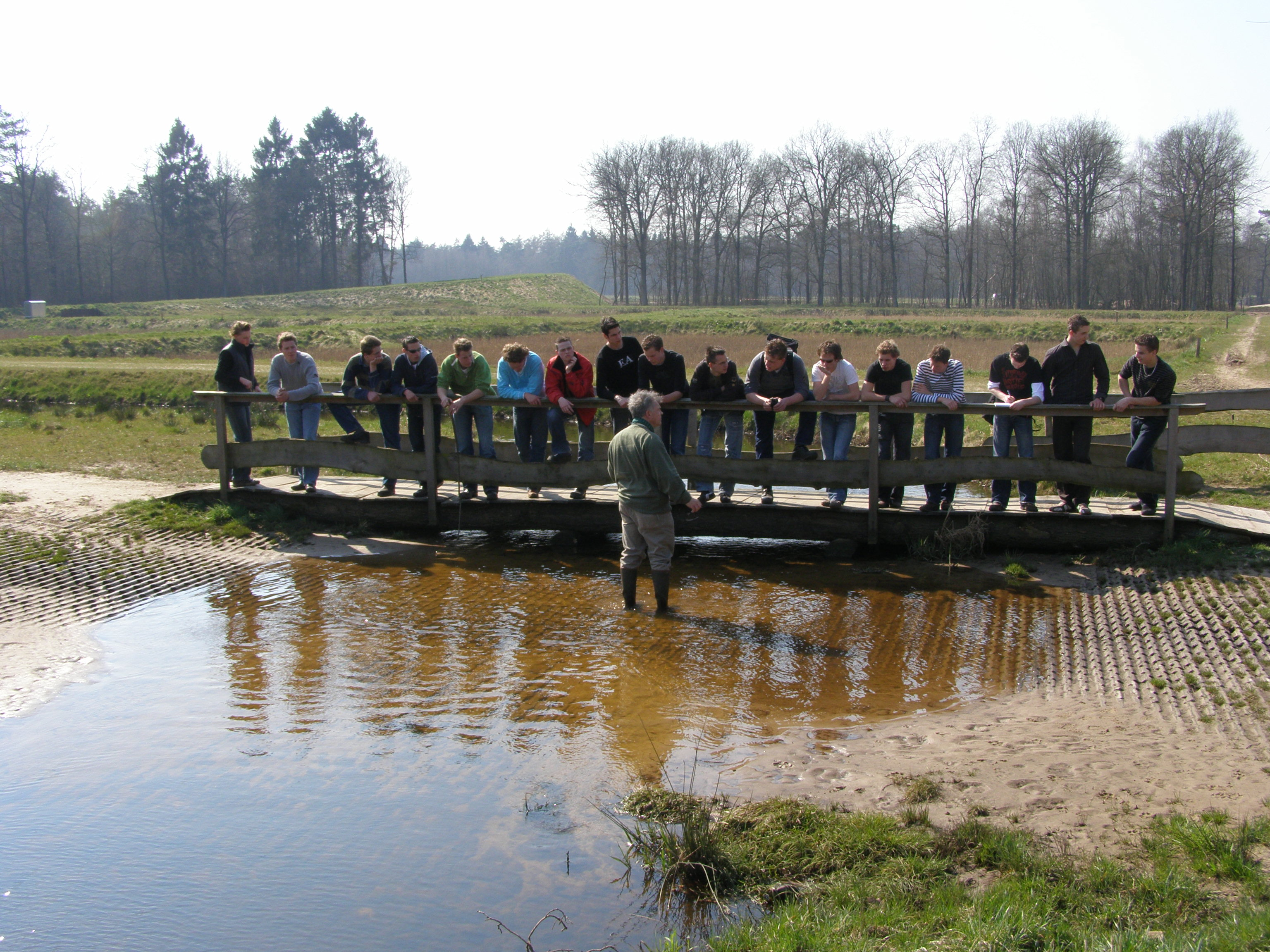
Voorde (naast houten loopbrug) in het Lankheet ten zuiden van Haaksbergen
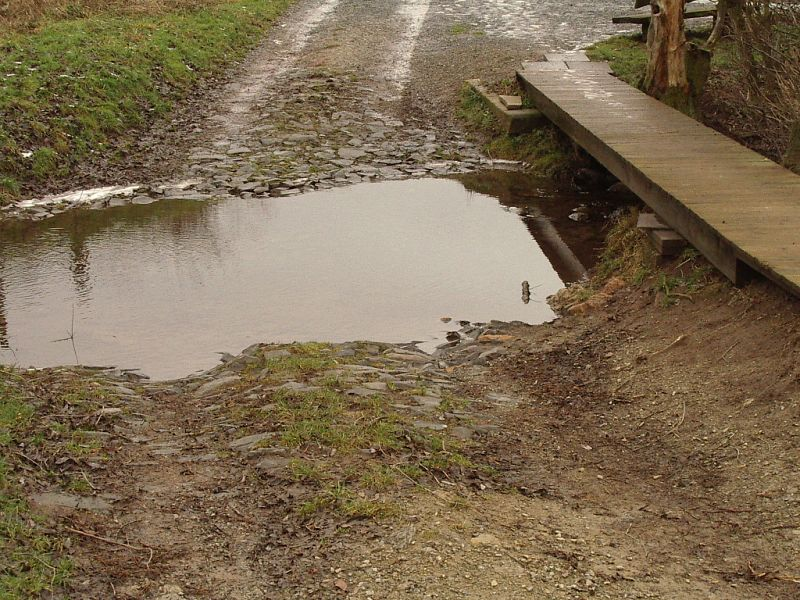
Voorde bij Weimar